# Hayato Okamoto
Hayato Okamoto (født 16. oktober 1974) er en tidligere japansk fodboldspiller.
Han har spillet for flere forskellige klubber i sin karriere, herunder FC Tokyo.